# Centenionalis

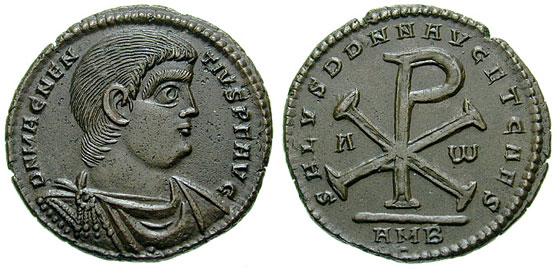
Doppelter Centenionalis des Magnentius mit Christusmonogramm auf der Rückseite

Als Centenionalis bezeichneten die Römer eine kleine Kupfermünze der Spätantike. Vermutlich im Rahmen von Diokletians Münzreformen Ende des 3. Jahrhunderts eingeführt, sollten wohl je hundert (centeni) Centenionales einem silbernen Miliarense entsprechen. In den Quellen erwähnt werden sie das erste Mal im Jahr 356. Ein Centenionalis enthielt einen sehr geringen Anteil Silber und entsprach später einem halben Denarius und einem Viertel Follis. In den nächsten Jahrhunderten schwankte der Wert. 395 wurde der Centenionalis mit der Abschaffung der Maiorina zur einzigen Kupfermünze.